# CANT Z.515
Il CANT Z.515 era un idropattugliatore marittimo bimotore ad ala bassa realizzato dalla divisione aeronautica dell'azienda italiana Cantieri Riuniti dell'Adriatico tra i tardi anni trenta ed i primi anni quaranta e rimasto allo stadio di prototipo.
Progettato da Filippo Zappata, fu l'ultimo modello disegnato dall'ingegnere per l'azienda di Monfalcone e benché avesse superato la fase iniziale di sviluppo e fosse stato avviato alla produzione in serie non riuscì ad essere utilizzato operativamente a causa della distruzione degli stabilimenti ad opera dei bombardamenti alleati.

## Storia

### Sviluppo
Nei tardi anni trenta l'ingegner Filippo Zappata, in quel periodo responsabile e capo progettista della divisione aeronautica dell'azienda di Monfalcone, propose alle autorità militari un progetto relativo ad un nuovo modello di idrobombardiere e ricognitore leggero sviluppato del precedente CANT Z.1018. Il velivolo, che assunse la designazione aziendale Z.514, non riscosse però l'interesse sperato, tuttavia la Regia Aeronautica era alla ricerca di un nuovo modello per sostituire il CANT Z.501 nel più specifico ruolo di ricognizione marittima veloce. Zappata adattò il progetto alle nuove esigenze che risultò essere molto simile al CANT Z.1018, un idro a scarponi bimotore ad ala bassa ed impennaggio bideriva.
Analogamente allo sviluppo dello Z.1018, nel 1939 la Regia emise un ordine di fornitura per un simulacro volante realizzato in legno, materiale non strategico e tecnologia preferita da Zappata, con il fine di testare il prototipo in condizioni operative prima di avviarne la produzione in serie con struttura interamente metallica.
Il prototipo, al quale venne assegnata la designazione Z.515 ed immatricolato MM.466, venne portato in volo per la prima volta l'8 luglio 1940 dal litorale adriatico antistante Monfalcone ai comandi del pilota collaudatore dell'azienda comandante Mario Stoppani. Stoppani, pur nella limitata potenza disponibile fornita dalla coppia di Isotta Fraschini Delta RC.35 che lo equipaggiavano, confermò la bontà del progetto ed il velivolo venne inviato al Centro Sperimentale Idrovolanti di Vigna di Valle dove il personale militare lo esaminò assieme al concorrente Fiat R.S.14.
Le prove comparative rivelarono una superiorità del progetto fornito dalla CRDA ed al termine delle stesse la Regia Aeronautica emise, in data 19 maggio 1941, un iniziale contratto di fornitura per tre esemplari, integrato il 6 dicembre successivo da un secondo che portava l'ordine complessivo a 50 unità. Il contratto del 19 maggio assegnava inoltre all'Aeronautica Sicula una commessa per ulteriori 52 esemplari da realizzarsi su licenza, seguita da una seconda di 14 unità per i CRDA ed una, sempre per 52 esemplari, alla S.A. Piaggio & C..
Nei primi mesi del 1942 la CRDA iniziò la produzione di un primo lotto 15 unità. Il primo esemplare di serie volò il 7 ottobre 1942 ma nel novembre 1942 gli ordini vennero annullati a favore della produzione di bombardieri, ritenuti maggiormente necessari, favorendo così la produzione in piccola serie del secondo classificato, il Fiat R.S.14 prodotto presso la CMASA di Marina di Pisa.
Ben presto però gli R.S.14 assegnati ai reparti di volo rivelarono i loro limiti operativi e la Regia ritenne necessario chiedere il riavvio della produzione in serie dello Z.515. Il secondo esemplare era prossimo al ritiro quando la firma dell'Armistizio di Cassibile causò un nuovo blocco della produzione a causa del passaggio dell'azienda sotto l'amministrazione tedesca. Le autorità militari della Luftwaffe ritennero il progetto interessante ed autorizzarono il completamento del lotto. Risulta che entro il marzo 1944 negli stabilimenti di Monfalcone vennero completati i primi sette Z.515, ma prima che potessero essere ritirati dalle autorità militari tre bombardamenti del Bomber Command RAF del 19 marzo, 4 e 20 aprile, distrussero completamente le Officine Aeronautiche ed i velivoli in esse contenute.

#### L'opportunità giapponese
Grazie alla necessità da parte della marina militare dell'Impero giapponese di disporre di velivoli da utilizzare in quel ruolo, nel corso del 1941 venne ceduta alla forza navale dell'alleato nipponico la licenza di produzione dello Z.515. La documentazione venne inviata tramite un raid Roma-Tokio-Roma effettuato con un trimotore Savoia-Marchetti S.M.75 GA (Grande Autonomia) che, decollato dal campo di Zaporoskje (attualmente in Ucraina), dopo un volo senza scalo di 21 ore giunse nel Manciukuò occupato dai giapponesi, percorrendo gli oltre 6 000 km in gran parte sorvolando lo spazio aereo sovietico. Ciò nonostante, il Giappone non avviò mai la produzione del modello.

## Descrizione tecnica
Il CANT Z.515 era un idrovolante a scarponi dall'aspetto moderno caratterizzato dalla configurazione bimotore ad ala bassa, dai grandi galleggianti e da un impennaggio monoderiva e che riprendeva l'impostazione dello Z.1018 dal quale derivava risultandone molto simile. Benché il prototipo fosse stato realizzato, su espressa richiesta del committente, completamente in legno la versione di serie fu di costruzione interamente metallica.
La fusoliera, che differiva da quella dello Z.1018 per la mancanza della gondola ventrale, era caratterizzata dall'abbondante finestratura posizionata all'apice anteriore, che racchiudeva la postazione dell'osservatore, dalla presenza di una cabina di pilotaggio a due posti affiancati, per il pilota ed il suo secondo, chiusa da un tettuccio anche questo abbondantemente finestrato che integrava anche la postazione per il marconista con funzioni anche di armiere. L'accesso era possibile grazie ad una scaletta incernierata nella parte centrale della carlinga posizionata immediatamente dopo il raccordo con la fusoliera dell'estradosso alare. Posteriormente terminava in un impennaggio bideriva con gli elementi verticali posti agli estremi dei due piani orizzontali.
La propulsione era affidata ad una coppia di motori Isotta Fraschini Delta RC.35, dei 12 cilindri a V rovesciata raffreddati ad aria in grado di erogare una potenza pari a 700 CV (515 kW) ciascuno, entrambi posizionati in altrettante gondole poste sul bordo di attacco alare ed abbinati a eliche tripala.
L'armamento difensivo consisteva in una mitragliatrice Scotti/Isotta Fraschini calibro 12,7 mm integrata nella torretta dorsale Caproni – Lanciani Delta E, in una Breda-SAFAT anch'essa calibro 12,7 da postazione fissa posizionata in caccia nella radice dell'ala destra, e da due Breda-SAFAT calibro 7,7 mm brandeggiabili poste sui due lati della fusoliera. L'armamento offensivo previsto consisteva in un eventuale armamento di caduta posizionato sui sei attacchi alari che potevano agganciare bombe del peso massimo di 100 kg.